# Giro de Lombardía 1946
El Giro de Lombardía 1946 fue la 40.ª edición del Giro de Lombardía. Esta carrera ciclista organizada por La Gazzetta dello Sport se disputó el 27 de octubre de 1946 con salida y llegada a Milán después de un recorrido de 231 km.
El italiano Fausto Coppi (Bianchi) ana su primera victoria en esta carrera al imponerse claramente a sus compatriotas Luigi Casola (Bustese VC) y Michele Motta (Welter).

## Clasificación general
| Posición | Ciclista          | Equipo        | Tiempo   |
| -------- | ----------------- | ------------- | -------- |
| 1        | Fausto Coppi      | Bianchi       | 6h24'30" |
| 2        | Luigi Casola      | Bustese VC    | a 40"    |
| 3        | Michele Motta     | Welter        | s.t.     |
| 4        | Italo De Zan      | Olmo          | a 1'45"  |
| 5        | Bruno Pasquini    | Milan Gazetta | a 2'00"  |
| 6        | Osvaldo Bailo     | Gestri        | a 3'30"  |
| 7        | Elio Bertocchi    | Viscontea     | s.t.     |
| 8        | Antonio Covolo    | Benotto       | s.t.     |
| 9        | Ubaldo Pugnaloni  | Milan Gazetta | s.t.     |
| 10       | Severino Canavesi | Bianchi       | s.t.     |